# Vuelta a Andalucía 2024
Vuelta a Andalucía 2024 (omtalt Ruta del Sol) var den 70. udgave af det spanske etapeløb Vuelta a Andalucía. Cykelløbets fem etaper skulle være kørt fra 14. februar med start i Almuñécar til 18. februar 2024 hvor det efter planen skulle slutte i La Línea de la Concepción. 1., 2., 4. og 5. etape blev dog aflyst pga. mangel på Guardia Civil-politifolk som følge af landmænds demonstrationer, og løbet endte kun med at bestå af en cirka 5 km enkeltstart i Alcaudete, som belgiske Maxim Van Gils fra Lotto Dstny vandt. Pga. aflysningerne af etaperne og at enkeltstarten var den eneste etape tilbage i løbet, blev der derfor ikke kåret nogen samlet vinder, kun UCI-point for enkeltstarten blev tildelt. Løbet var en del af UCI ProSeries 2024. 

## Etaperne
| Etape    | Dato     | Start – Mål                           | type              | Afstand (km) | Elevation (m) | Etapevinder         | Førende rytter |
| -------- | -------- | ------------------------------------- | ----------------- | ------------ | ------------- | ------------------- | -------------- |
| 1. etape | 14. feb. | Almuñécar – Cádiar                    | bjergetape        | 162,3        | 3.781 m       | aflysning af etapen |                |
| 2. etape | 15. feb. | Vélez-Málaga – Alcaudete              | bjergetape        | 192,2        | 3.386 m       | aflysning af etapen |                |
| 3. etape | 16. feb. | Alcaudete – Alcaudete                 | enkeltstart       | 4,95         | 186 m         | Maxim Van Gils      | Maxim Van Gils |
| 4. etape | 17. feb. | Lucena – Lucena                       | middel bjergetape | 100          | 2.000 m       | aflysning af etapen |                |
| 5. etape | 18. feb. | Benahavís – La Línea de la Concepción | middel bjergetape | 168          | 2.991 m       | aflysning af etapen |                |

### 1. etape
| Almuñécar - Cádiar | bjergetape | (162,3 km) |

- Etapen blev aflyst nogle timer før start, på grund af manglen på Guardia Civil-politifolk som følge af landmænds demonstrationer.[2]

### 2. etape
| Vélez-Málaga - Alcaudete | bjergetape | (192,2 km) |

- Etapen blev aflyst på grund af manglen på Guardia Civil-politifolk som følge af landmænds demonstrationer.[3]

### 3. etape
| Alcaudete - Alcaudete | enkeltstart | (4,95 km) |

- På grund af manglen på Guardia Civil-politifolk som følge af landmænds demonstrationer, erstattede arrangørerne af løbet den oprindelige etape fra Arjona til Pozoblanco (161 km), med en 5 km enkeltstart i Alcaudete.

| \| Etaperesultat \| Etaperesultat \| Etaperesultat \| Etaperesultat \| Etaperesultat \| \| Rytter \| Rytter \| Hold \| Tid \| \| \| ------------- \| ------------------------ \| -------------------------- \| ------------- \| ------------- \| \| 1. \| Maxim Van Gils \| Lotto Dstny \| 8' 17" \| \| \| 2. \| Juan Ayuso \| UAE Team Emirates \| + 10" \| \| \| 3. \| Antonio Tiberi \| Bahrain Victorious \| + 10" \| \| \| 4. \| Jefferson Alveiro Cepeda \| Caja Rural-Seguros RGA \| + 13" \| \| \| 5. \| Tim Wellens \| UAE Team Emirates \| + 14" \| \| \| 6. \| Sylvain Moniquet \| Lotto Dstny \| + 14" \| \| \| 7. \| Santiago Buitrago \| Bahrain Victorious \| + 16" \| \| \| 8. \| Alex Baudin \| Decathlon-AG2R La Mondiale \| + 21" \| \| \| 9. \| Marc Soler \| UAE Team Emirates \| + 23" \| \| \| 10. \| Gonzalo Serrano \| Movistar Team \| + 24" \| \| |                          |                            |        |
| |                          |                            |        |
| Kilde: ProCyclingStats |                          |                            |        |
| Etaperesultat |                          |                            |        |
| Rytter | Rytter                   | Hold                       | Tid    |
| 1. | Maxim Van Gils           | Lotto Dstny                | 8' 17" |
| 2. | Juan Ayuso               | UAE Team Emirates          | + 10"  |
| 3. | Antonio Tiberi           | Bahrain Victorious         | + 10"  |
| 4. | Jefferson Alveiro Cepeda | Caja Rural-Seguros RGA     | + 13"  |
| 5. | Tim Wellens              | UAE Team Emirates          | + 14"  |
| 6. | Sylvain Moniquet         | Lotto Dstny                | + 14"  |
| 7. | Santiago Buitrago        | Bahrain Victorious         | + 16"  |
| 8. | Alex Baudin              | Decathlon-AG2R La Mondiale | + 21"  |
| 9. | Marc Soler               | UAE Team Emirates          | + 23"  |
| 10. | Gonzalo Serrano          | Movistar Team              | + 24"  |

| \| Samlede stilling \| Samlede stilling \| Samlede stilling \| Samlede stilling \| Samlede stilling \| \| Rytter \| Rytter \| Hold \| Tid \| \| \| ---------------- \| ------------------------ \| -------------------------- \| ---------------- \| ---------------- \| \| 1. \| Maxim Van Gils \| Lotto Dstny \| 8' 17" \| \| \| 2. \| Juan Ayuso \| UAE Team Emirates \| + 10" \| \| \| 3. \| Antonio Tiberi \| Bahrain Victorious \| + 10" \| \| \| 4. \| Jefferson Alveiro Cepeda \| Caja Rural-Seguros RGA \| + 13" \| \| \| 5. \| Tim Wellens \| UAE Team Emirates \| + 14" \| \| \| 6. \| Sylvain Moniquet \| Lotto Dstny \| + 14" \| \| \| 7. \| Santiago Buitrago \| Bahrain Victorious \| + 16" \| \| \| 8. \| Alex Baudin \| Decathlon-AG2R La Mondiale \| + 21" \| \| \| 9. \| Marc Soler \| UAE Team Emirates \| + 23" \| \| \| 10. \| Gonzalo Serrano \| Movistar Team \| + 24" \| \| |                          |                            |        |
| |                          |                            |        |
| Kilde: ProCyclingStats |                          |                            |        |
| Samlede stilling |                          |                            |        |
| Rytter | Rytter                   | Hold                       | Tid    |
| 1. | Maxim Van Gils           | Lotto Dstny                | 8' 17" |
| 2. | Juan Ayuso               | UAE Team Emirates          | + 10"  |
| 3. | Antonio Tiberi           | Bahrain Victorious         | + 10"  |
| 4. | Jefferson Alveiro Cepeda | Caja Rural-Seguros RGA     | + 13"  |
| 5. | Tim Wellens              | UAE Team Emirates          | + 14"  |
| 6. | Sylvain Moniquet         | Lotto Dstny                | + 14"  |
| 7. | Santiago Buitrago        | Bahrain Victorious         | + 16"  |
| 8. | Alex Baudin              | Decathlon-AG2R La Mondiale | + 21"  |
| 9. | Marc Soler               | UAE Team Emirates          | + 23"  |
| 10. | Gonzalo Serrano          | Movistar Team              | + 24"  |

### 4. etape
| Lucena - Lucena | middel bjergetape | (100 km) |

- Etapen blev aflyst på grund af manglen på Guardia Civil-politifolk som følge af landmænds demonstrationer.

### 5. etape
| Benahavís - La Línea de la Concepción | middel bjergetape | (168 km) |

- Etapen blev aflyst på grund af manglen på Guardia Civil-politifolk som følge af landmænds demonstrationer.

## Trøjernes fordeling gennem løbet
| Etape    |                   | Vinder _            | Samlede stilling _ |
| -------- | ----------------- | ------------------- | ------------------ |
| 1. etape | bjergetape        | aflysning af etapen | ikke uddelt        |
| 2. etape | bjergetape        | aflysning af etapen | ikke uddelt        |
| 3. etape | enkeltstart       | Maxim Van Gils      | Maxim Van Gils     |
| 4. etape | middel bjergetape | aflysning af etapen | ikke uddelt        |
| 5. etape | middel bjergetape | aflysning af etapen | ikke uddelt        |
| Samlet   | Samlet            |                     | ikke uddelt        |

### Danske ryttere
| Danske ryttere på startlisten |                         |                  |                |
| Rygnummer                     | Rytter                  | Hold             | Placering      |
| 35                            | Christopher Juul-Jensen | Team Jayco AlUla | 72 på 3. etape |

* DNF = gennemførte ikke

### Startliste
| UAE Team Emirates UAD | UAE Team Emirates UAD | UAE Team Emirates UAD |
| --------------------- | --------------------- | --------------------- |
| Nr.                   | Rytter                | Placering             |
| 1                     | Igor Arrieta (ESP)    |                       |
| 2                     | Juan Ayuso (ESP)      |                       |
| 3                     | Domen Novak (SLO)     |                       |
| 4                     | Tim Wellens (BEL)     |                       |
| 5                     | Alessandro Covi (ITA) |                       |
| 6                     | Marc Soler (ESP)      |                       |
| 7                     | Rafał Majka (POL)     |                       |

| Bahrain Victorious TBV | Bahrain Victorious TBV              | Bahrain Victorious TBV |
| ---------------------- | ----------------------------------- | ---------------------- |
| Nr.                    | Rytter                              | Placering              |
| 11                     | Santiago Buitrago (COL)             |                        |
| 12                     | Damiano Caruso (ITA)                |                        |
| 13                     | Jack Haig (AUS)                     |                        |
| 14                     | Wout Poels (NED)                    |                        |
| 15                     | Fran Miholjević (CRO) (enkeltstart) |                        |
| 16                     | Jasha Sütterlin (GER)               |                        |
| 17                     | Antonio Tiberi (ITA)                |                        |

| Movistar Team MOV | Movistar Team MOV                  | Movistar Team MOV |
| ----------------- | ---------------------------------- | ----------------- |
| Nr.               | Rytter                             | Placering         |
| 21                | Jorge Arcas (ESP)                  |                   |
| 22                | Jon Barrenetxea (ESP)              |                   |
| 23                | Ruben Guerreiro (POR)              |                   |
| 24                | Gonzalo Serrano (ESP)              |                   |
| 25                | Nelson Oliveira (POR)              |                   |
| 26                | Gregor Mühlberger (AUT) (landevej) |                   |
| 27                | Javier Romo (ESP)                  |                   |

| Team Jayco AlUla JAY | Team Jayco AlUla JAY          | Team Jayco AlUla JAY |
| -------------------- | ----------------------------- | -------------------- |
| Nr.                  | Rytter                        | Placering            |
| 31                   | Alessandro De Marchi (ITA)    |                      |
| 32                   | Hagos Welay Berhe (ETH)       |                      |
| 33                   | Lawson Craddock (USA)         |                      |
| 34                   | Amund Grøndahl Jansen (NOR)   |                      |
| 35                   | Christopher Juul-Jensen (DEN) |                      |

| Astana Qazaqstan Team AST | Astana Qazaqstan Team AST         | Astana Qazaqstan Team AST |
| ------------------------- | --------------------------------- | ------------------------- |
| Nr.                       | Rytter                            | Placering                 |
| 41                        | Lorenzo Fortunato (ITA)           |                           |
| 42                        | Max Kanter (GER)                  |                           |
| 43                        | Rüdiger Selig (GER)               |                           |
| 44                        | Vadim Pronskij (KAZ)              |                           |
| 45                        | Daniil Marukhin (KAZ)             |                           |
| 46                        | Gleb Brussenskij (KAZ) (landevej) |                           |
| 47                        | Santiago Umba (COL)               |                           |

| Alpecin-Deceuninck ADC | Alpecin-Deceuninck ADC | Alpecin-Deceuninck ADC |
| ---------------------- | ---------------------- | ---------------------- |
| Nr.                    | Rytter                 | Placering              |
| 51                     | Nicola Conci (ITA)     |                        |
| 52                     | Robbe Ghys (BEL)       |                        |
| 53                     | Jimmy Janssens (BEL)   |                        |
| 54                     | Timo Kielich (BEL)     |                        |
| 55                     | Axel Laurance (FRA)    |                        |
| 56                     | Siebe Roesems (BEL)    |                        |
| 57                     | Lennert Belmans (BEL)  |                        |

| Decathlon-AG2R La Mondiale DAT | Decathlon-AG2R La Mondiale DAT | Decathlon-AG2R La Mondiale DAT |
| ------------------------------ | ------------------------------ | ------------------------------ |
| Nr.                            | Rytter                         | Placering                      |
| 61                             | Alex Baudin (FRA)              |                                |
| 62                             | Dries De Bondt (BEL)           |                                |
| 63                             | Sander De Pestel (BEL)         |                                |
| 64                             | Felix Gall (AUT)               |                                |
| 65                             | Paul Lapeira (FRA)             |                                |
| 66                             | Oliver Naesen (BEL)            |                                |
| 67                             | Andrea Vendrame (ITA)          |                                |

| Burgos-BH BBH | Burgos-BH BBH                     | Burgos-BH BBH |
| ------------- | --------------------------------- | ------------- |
| Nr.           | Rytter                            | Placering     |
| 71            | Sebastián Mora (ESP)              |               |
| 72            | Antonio Angulo (ESP)              |               |
| 73            | José Manuel Díaz (ESP)            |               |
| 74            | Sinuhé Fernández (ESP)            |               |
| 75            | Jetse Bol (NED)                   |               |
| 76            | Ander Okamika (ESP)               |               |
| 77            | Eric Fagúndez (URU) (enkeltstart) |               |

| Team Polti Kometa PTK | Team Polti Kometa PTK  | Team Polti Kometa PTK |
| --------------------- | ---------------------- | --------------------- |
| Nr.                   | Rytter                 | Placering             |
| 81                    | Mattia Bais (ITA)      |                       |
| 82                    | Matteo Fabbro (ITA)    |                       |
| 83                    | Álex Martín (ESP)      |                       |
| 84                    | David Martín (ESP)     |                       |
| 85                    | Diego Sevilla (ESP)    |                       |
| 86                    | Fernando Tercero (ESP) | DNS-3                 |
| 87                    | Andrea Pietrobon (ITA) |                       |

| Lotto Dstny LTD | Lotto Dstny LTD          | Lotto Dstny LTD |
| --------------- | ------------------------ | --------------- |
| Nr.             | Rytter                   | Placering       |
| 91              | Victor Campenaerts (BEL) |                 |
| 92              | Milan Menten (BEL)       |                 |
| 93              | Jasper De Buyst (BEL)    |                 |
| 94              | Sébastien Grignard (BEL) |                 |
| 95              | Sylvain Moniquet (BEL)   |                 |
| 96              | Eduardo Sepúlveda (ARG)  |                 |
| 97              | Maxim Van Gils (BEL)     |                 |

| Euskaltel-Euskadi EUS | Euskaltel-Euskadi EUS | Euskaltel-Euskadi EUS |
| --------------------- | --------------------- | --------------------- |
| Nr.                   | Rytter                | Placering             |
| 101                   | Gotzon Martín (ESP)   |                       |
| 102                   | Mikel Bizkarra (ESP)  |                       |
| 103                   | Joan Bou (ESP)        |                       |
| 104                   | Mikel Iturria (ESP)   |                       |
| 105                   | Ibai Azurmendi (ESP)  |                       |
| 106                   | Luis Ángel Maté (ESP) |                       |
| 107                   | Iker Mintegi (ESP)    |                       |

| Equipo Kern Pharma EKP | Equipo Kern Pharma EKP   | Equipo Kern Pharma EKP |
| ---------------------- | ------------------------ | ---------------------- |
| Nr.                    | Rytter                   | Placering              |
| 111                    | Jon Agirre (ESP)         |                        |
| 112                    | Jorge Gutiérrez (ESP)    |                        |
| 113                    | José Félix Parra (ESP)   |                        |
| 114                    | Pablo Castrillo (ESP)    |                        |
| 115                    | Ibon Ruiz (ESP)          |                        |
| 116                    | Antonio Jesús Soto (ESP) |                        |
| 117                    | Urko Berrade (ESP)       |                        |

| Team Flanders-Baloise TFB | Team Flanders-Baloise TFB | Team Flanders-Baloise TFB |
| ------------------------- | ------------------------- | ------------------------- |
| Nr.                       | Rytter                    | Placering                 |
| 121                       | Kamiel Bonneu (BEL)       |                           |
| 122                       | Ward Vanhoof (BEL)        |                           |
| 123                       | Elias Maris (BEL)         |                           |
| 124                       | Toon Clynhens (BEL)       |                           |
| 125                       | Lars Craps (BEL)          |                           |
| 126                       | Yentl Vandevelde (BEL)    |                           |
| 127                       | Dylan Vandenstorme (BEL)  |                           |

| Caja Rural-Seguros RGA CJR | Caja Rural-Seguros RGA CJR     | Caja Rural-Seguros RGA CJR |
| -------------------------- | ------------------------------ | -------------------------- |
| Nr.                        | Rytter                         | Placering                  |
| 131                        | Joel Nicolau (ESP)             |                            |
| 132                        | Fernando Barceló (ESP)         |                            |
| 133                        | Sebastian Berwick (AUS)        |                            |
| 134                        | Jefferson Alveiro Cepeda (ECU) |                            |
| 135                        | David González López (ESP)     |                            |
| 136                        | Joseba López (ESP)             |                            |
| 137                        | Mulu Hailemichael (ETH)        |                            |

| Q36.5 Pro Cycling Team Q36 | Q36.5 Pro Cycling Team Q36 | Q36.5 Pro Cycling Team Q36 |
| -------------------------- | -------------------------- | -------------------------- |
| Nr.                        | Rytter                     | Placering                  |
| 141                        | Mark Donovan (GBR)         |                            |
| 142                        | Frederik Frison (BEL)      |                            |
| 143                        | Carl Fredrik Hagen (NOR)   |                            |
| 144                        | Fabio Christen (SUI)       |                            |
| 145                        | Jannik Steimle (GER)       |                            |
| 146                        | James Whelan (AUS)         |                            |
| 147                        | Damien Howson (AUS)        |                            |

| UAE Team Emirates UAD | UAE Team Emirates UAD | UAE Team Emirates UAD |
| --------------------- | --------------------- | --------------------- |
| Nr.                   | Rytter                | Placering             |
| 1                     | Igor Arrieta (ESP)    |                       |
| 2                     | Juan Ayuso (ESP)      |                       |
| 3                     | Domen Novak (SLO)     |                       |
| 4                     | Tim Wellens (BEL)     |                       |
| 5                     | Alessandro Covi (ITA) |                       |
| 6                     | Marc Soler (ESP)      |                       |
| 7                     | Rafał Majka (POL)     |                       |

| Bahrain Victorious TBV | Bahrain Victorious TBV              | Bahrain Victorious TBV |
| ---------------------- | ----------------------------------- | ---------------------- |
| Nr.                    | Rytter                              | Placering              |
| 11                     | Santiago Buitrago (COL)             |                        |
| 12                     | Damiano Caruso (ITA)                |                        |
| 13                     | Jack Haig (AUS)                     |                        |
| 14                     | Wout Poels (NED)                    |                        |
| 15                     | Fran Miholjević (CRO) (enkeltstart) |                        |
| 16                     | Jasha Sütterlin (GER)               |                        |
| 17                     | Antonio Tiberi (ITA)                |                        |

| Movistar Team MOV | Movistar Team MOV                  | Movistar Team MOV |
| ----------------- | ---------------------------------- | ----------------- |
| Nr.               | Rytter                             | Placering         |
| 21                | Jorge Arcas (ESP)                  |                   |
| 22                | Jon Barrenetxea (ESP)              |                   |
| 23                | Ruben Guerreiro (POR)              |                   |
| 24                | Gonzalo Serrano (ESP)              |                   |
| 25                | Nelson Oliveira (POR)              |                   |
| 26                | Gregor Mühlberger (AUT) (landevej) |                   |
| 27                | Javier Romo (ESP)                  |                   |

| Team Jayco AlUla JAY | Team Jayco AlUla JAY          | Team Jayco AlUla JAY |
| -------------------- | ----------------------------- | -------------------- |
| Nr.                  | Rytter                        | Placering            |
| 31                   | Alessandro De Marchi (ITA)    |                      |
| 32                   | Hagos Welay Berhe (ETH)       |                      |
| 33                   | Lawson Craddock (USA)         |                      |
| 34                   | Amund Grøndahl Jansen (NOR)   |                      |
| 35                   | Christopher Juul-Jensen (DEN) |                      |

| Astana Qazaqstan Team AST | Astana Qazaqstan Team AST         | Astana Qazaqstan Team AST |
| ------------------------- | --------------------------------- | ------------------------- |
| Nr.                       | Rytter                            | Placering                 |
| 41                        | Lorenzo Fortunato (ITA)           |                           |
| 42                        | Max Kanter (GER)                  |                           |
| 43                        | Rüdiger Selig (GER)               |                           |
| 44                        | Vadim Pronskij (KAZ)              |                           |
| 45                        | Daniil Marukhin (KAZ)             |                           |
| 46                        | Gleb Brussenskij (KAZ) (landevej) |                           |
| 47                        | Santiago Umba (COL)               |                           |

| Alpecin-Deceuninck ADC | Alpecin-Deceuninck ADC | Alpecin-Deceuninck ADC |
| ---------------------- | ---------------------- | ---------------------- |
| Nr.                    | Rytter                 | Placering              |
| 51                     | Nicola Conci (ITA)     |                        |
| 52                     | Robbe Ghys (BEL)       |                        |
| 53                     | Jimmy Janssens (BEL)   |                        |
| 54                     | Timo Kielich (BEL)     |                        |
| 55                     | Axel Laurance (FRA)    |                        |
| 56                     | Siebe Roesems (BEL)    |                        |
| 57                     | Lennert Belmans (BEL)  |                        |

| Decathlon-AG2R La Mondiale DAT | Decathlon-AG2R La Mondiale DAT | Decathlon-AG2R La Mondiale DAT |
| ------------------------------ | ------------------------------ | ------------------------------ |
| Nr.                            | Rytter                         | Placering                      |
| 61                             | Alex Baudin (FRA)              |                                |
| 62                             | Dries De Bondt (BEL)           |                                |
| 63                             | Sander De Pestel (BEL)         |                                |
| 64                             | Felix Gall (AUT)               |                                |
| 65                             | Paul Lapeira (FRA)             |                                |
| 66                             | Oliver Naesen (BEL)            |                                |
| 67                             | Andrea Vendrame (ITA)          |                                |

| Burgos-BH BBH | Burgos-BH BBH                     | Burgos-BH BBH |
| ------------- | --------------------------------- | ------------- |
| Nr.           | Rytter                            | Placering     |
| 71            | Sebastián Mora (ESP)              |               |
| 72            | Antonio Angulo (ESP)              |               |
| 73            | José Manuel Díaz (ESP)            |               |
| 74            | Sinuhé Fernández (ESP)            |               |
| 75            | Jetse Bol (NED)                   |               |
| 76            | Ander Okamika (ESP)               |               |
| 77            | Eric Fagúndez (URU) (enkeltstart) |               |

| Team Polti Kometa PTK | Team Polti Kometa PTK  | Team Polti Kometa PTK |
| --------------------- | ---------------------- | --------------------- |
| Nr.                   | Rytter                 | Placering             |
| 81                    | Mattia Bais (ITA)      |                       |
| 82                    | Matteo Fabbro (ITA)    |                       |
| 83                    | Álex Martín (ESP)      |                       |
| 84                    | David Martín (ESP)     |                       |
| 85                    | Diego Sevilla (ESP)    |                       |
| 86                    | Fernando Tercero (ESP) | DNS-3                 |
| 87                    | Andrea Pietrobon (ITA) |                       |

| Lotto Dstny LTD | Lotto Dstny LTD          | Lotto Dstny LTD |
| --------------- | ------------------------ | --------------- |
| Nr.             | Rytter                   | Placering       |
| 91              | Victor Campenaerts (BEL) |                 |
| 92              | Milan Menten (BEL)       |                 |
| 93              | Jasper De Buyst (BEL)    |                 |
| 94              | Sébastien Grignard (BEL) |                 |
| 95              | Sylvain Moniquet (BEL)   |                 |
| 96              | Eduardo Sepúlveda (ARG)  |                 |
| 97              | Maxim Van Gils (BEL)     |                 |

| Euskaltel-Euskadi EUS | Euskaltel-Euskadi EUS | Euskaltel-Euskadi EUS |
| --------------------- | --------------------- | --------------------- |
| Nr.                   | Rytter                | Placering             |
| 101                   | Gotzon Martín (ESP)   |                       |
| 102                   | Mikel Bizkarra (ESP)  |                       |
| 103                   | Joan Bou (ESP)        |                       |
| 104                   | Mikel Iturria (ESP)   |                       |
| 105                   | Ibai Azurmendi (ESP)  |                       |
| 106                   | Luis Ángel Maté (ESP) |                       |
| 107                   | Iker Mintegi (ESP)    |                       |

| Equipo Kern Pharma EKP | Equipo Kern Pharma EKP   | Equipo Kern Pharma EKP |
| ---------------------- | ------------------------ | ---------------------- |
| Nr.                    | Rytter                   | Placering              |
| 111                    | Jon Agirre (ESP)         |                        |
| 112                    | Jorge Gutiérrez (ESP)    |                        |
| 113                    | José Félix Parra (ESP)   |                        |
| 114                    | Pablo Castrillo (ESP)    |                        |
| 115                    | Ibon Ruiz (ESP)          |                        |
| 116                    | Antonio Jesús Soto (ESP) |                        |
| 117                    | Urko Berrade (ESP)       |                        |

| Team Flanders-Baloise TFB | Team Flanders-Baloise TFB | Team Flanders-Baloise TFB |
| ------------------------- | ------------------------- | ------------------------- |
| Nr.                       | Rytter                    | Placering                 |
| 121                       | Kamiel Bonneu (BEL)       |                           |
| 122                       | Ward Vanhoof (BEL)        |                           |
| 123                       | Elias Maris (BEL)         |                           |
| 124                       | Toon Clynhens (BEL)       |                           |
| 125                       | Lars Craps (BEL)          |                           |
| 126                       | Yentl Vandevelde (BEL)    |                           |
| 127                       | Dylan Vandenstorme (BEL)  |                           |

| Caja Rural-Seguros RGA CJR | Caja Rural-Seguros RGA CJR     | Caja Rural-Seguros RGA CJR |
| -------------------------- | ------------------------------ | -------------------------- |
| Nr.                        | Rytter                         | Placering                  |
| 131                        | Joel Nicolau (ESP)             |                            |
| 132                        | Fernando Barceló (ESP)         |                            |
| 133                        | Sebastian Berwick (AUS)        |                            |
| 134                        | Jefferson Alveiro Cepeda (ECU) |                            |
| 135                        | David González López (ESP)     |                            |
| 136                        | Joseba López (ESP)             |                            |
| 137                        | Mulu Hailemichael (ETH)        |                            |

| Q36.5 Pro Cycling Team Q36 | Q36.5 Pro Cycling Team Q36 | Q36.5 Pro Cycling Team Q36 |
| -------------------------- | -------------------------- | -------------------------- |
| Nr.                        | Rytter                     | Placering                  |
| 141                        | Mark Donovan (GBR)         |                            |
| 142                        | Frederik Frison (BEL)      |                            |
| 143                        | Carl Fredrik Hagen (NOR)   |                            |
| 144                        | Fabio Christen (SUI)       |                            |
| 145                        | Jannik Steimle (GER)       |                            |
| 146                        | James Whelan (AUS)         |                            |
| 147                        | Damien Howson (AUS)        |                            |